# Сур Мунамаги
Сур Мунамаги (ест. Suur Munamägi) малено је брдо моренског порекла које се налази у југоисточном делу Естоније, на подручју округа Вирума. Део је побрђа Ханја, и са надморском висином од 318 метара, највиша је тачка Естоније. 
Године 1939. на врху брда саграђен је бетонски торањ висине 29,1 метар, а на врху торња се налази видиковац са кога се пружа поглед на подручје пречника око 50 km.